# Corrente stellare dell'Aquario
La Corrente stellare dell'Aquario è appunto una corrente stellare, situata nella Via Lattea, in gran parte nella direzione dell'omonima costellazione, alla distanza minore dalla Terra di circa 2.000 anni luce e alla distanza massima di 30.000 anni luce. Pertanto è una delle correnti stellari a noi più vicine conosciuta e localizzata in vicinanza del centro galattico diversamente dalle altre correnti stellari, nonché una delle più giovani in quanto formatasi solo circa 700 milioni di anni fa e non miliardi di anni or sono.
La Corrente stellare dell'Aquario è stata scoperta alla fine del 2010 da un gruppo di ricercatori dell'Istituto astrofisico di Potsdam guidati dall'astronoma neozelandese Mary Williams, impegnati nello studio RAdial Velocity Experiment (RAVE).
Uno studio pubblicato nel 2012, sulla base di dati riguardanti la metallicità delle stelle che compongono la Corrente stellare dell'Aquario, sulla sua posizione rispetto alla Via Lattea e l'età delle sue stelle che si colloca intorno ai 12 miliardi di anni, fa risalire l'origine della corrente stellare non ad una galassia nana disgregata, ma alla disgregazione di un ammasso globulare.
Uno studio successivo del 2014 giunge ad un'altra conclusione. La Corrente stellare dell'Aquario si sarebbe originata da una parte dello stesso disco galattico a seguito di perturbazioni provocate da una galassia satellite avvenute alcuni miliardi di anni fa.